# Čch’ Chao-tchien
Čch’ Chao-tchien (čínsky pchin-jinem Chí Hàotián, znaky zjednodušené 迟浩田, tradiční 遲浩田; * 9. července 1929) je bývalý čínský komunistický voják a politik, v armádě čínských komunistů sloužil od roku 1944, do Komunistické strany Číny vstoupil roku 1946. Sloužil především jako politický pracovník, do vyšších funkcí se propracoval v 70. letech, když postupně zastával funkce zástupce politického komisaře Pekingského vojenského okruhu (1973–1977), náčelníka politického oddělení generálního štábu (1977–1985), politického komisaře Ťinanského vojenského okruhu (1985–1987), náčelníka generálního štábu (1987–1992), státního poradce a ministra národní obrany (1993–2003), člena (1988–2003) a místopředsedy (1995–2003) ústřední vojenské komise Čínské lidové republiky. Zaujímal také funkce ve vedení komunistické strany, jako člen ústředního výboru (1985–2002), člen (1987–2002) a místopředseda (1995–2002) ústřední vojenské komise KS Číny a člen politbyra (1997–2002).

## Život
Čch’ Chao-tchien se narodil 9. července 1929 v okresu Čao-jüan na severovýchodě provincie Šan-tung. Roku 1944 byl přijat do armády čínských komunistů a roku 1946 vstoupil do Komunistické strany Číny, sloužil ve vojenské administrativě, od roku 1946 se účastnil bojů v Šan-tungu v útvarech Východočínské (resp. 3.) polní armády. Během korejské války sloužil jako velitel roty, pak praporu. Během bojů byl opakovaně raněn a opakovaně vyznamenán.
Po návratu z Koreje se stal náčelníkem politického oddělení pluku, při zavedení vojenských hodností roku 1955 obdržel hodnost majora. Poté sloužil jako vedoucí politického oddělení a/nebo politický komisař různých útvarů, postupně stoupal ve funkcích, až na zástupce politického komisaře Pekingského vojenského okruhu od roku 1973. Roku 1976 se podílel na velení vojskům poskytujícím pomoc obětem zemětřesení v Tchang-šanu. Po zatčení gangu čtyř v říjnu 1976 byl pověřen výkonem funkce zástupce šéfredaktora Lidového deníku (do roku 1977). Od roku 1977 působil jako zástupce náčelníka generálního štábu ČLOA a náčelníka politického oddělení generálního štábu. Roku 1985 byl přeložen do Šantungu na místo politického komisaře Ťinanského vojenského okruhu. Při reorganizaci vedení Komunistické strany Číny v září 1985 byl kooptován mezi členy ústředního výboru. Na XIII. sjezdu KS Číny v říjnu/listopadu 1987 byl potvrzen v ústředním výboru (znovuzvolen 1992 a 1997, do 2002) a zvolen i členem ústřední vojenské komise KS Číny (znovuzvolen 1992 a 1997, do 2002), od dubna 1988 byl jmenován i členem paralelní ústřední vojenské komise Čínské lidové republiky (znovuzvolen 1993 a 1998). Ještě v listopadu 1987 byl přeložen zpět do Pekingu do funkce náčelníka generálního štábu (do října 1992). Při znovuzavedení vojenských hodností roku 1988 obdržel hodnost generálplukovníka. V květnu a červnu 1989 hrál důležitou roli při řízení vojenského prosazování stanného práva v Pekingu s cílem potlačit protesty na náměstí Nebeského klidu v hlavním městě. Politicky byl blízko Teng Siao-pchingovi, podílel se odstranění „kliky bratří Jangů“ (Jang Šang-kchun a Jang Paj-pching) z vedení armády roku 1992. V 90. letech byl v dobrých vztazích s Ťiang Ce-minem.
V březnu 1993 byl jmenován státním poradcem a ministrem národní obrany (znovujmenován 1998, do 2003). V září 1995 byl zvolen místopředsedou ústřední vojenské komise KS Číny a v prosinci téhož roku místopředsedou ústřední vojenské komise ČLR. Jako místopředseda komise odpovídal za „vnější záležitosti“ (obranný rozpočet, vojenský výzkum a vývoj, zahraniční styky, vztahy s centrální vládou a regiony), zatímco druhý současně jmenovaný místopředseda Čang Wan-nien odpovídal za vlastní řízení vojsk. Na XV. sjezdu KS Číny v září 1997 byl zvolen i členem politbyra.
Na XVI. sjezdu KS Číny v listopadu 2002 odešel ze stranických funkcí a v březnu 2003 mu skončilo funkční období i ve státní funkcích a úřadech. Od roku 2003 je v penzi.